# Nokia 6310i
Il Nokia 6310 è un telefonino prodotto dall'azienda finlandese Nokia, disponibile a partire dal 2002.

## Caratteristiche
- Dimensioni: 129 x 47 x 20 mm
- Massa: 111 g
- Risoluzione display: 96 x 65 pixel monocromo
- Durata batteria in standby: 410 ore (17 giorni)
- Durata batteria in conversazione: 5 ore

## Kit d'acquisto
- Batteria al Litio
- Carica batterie da viaggio
- Manuale d'uso
- Software su cd.